# Самарчанц Дар'я Рубенівна

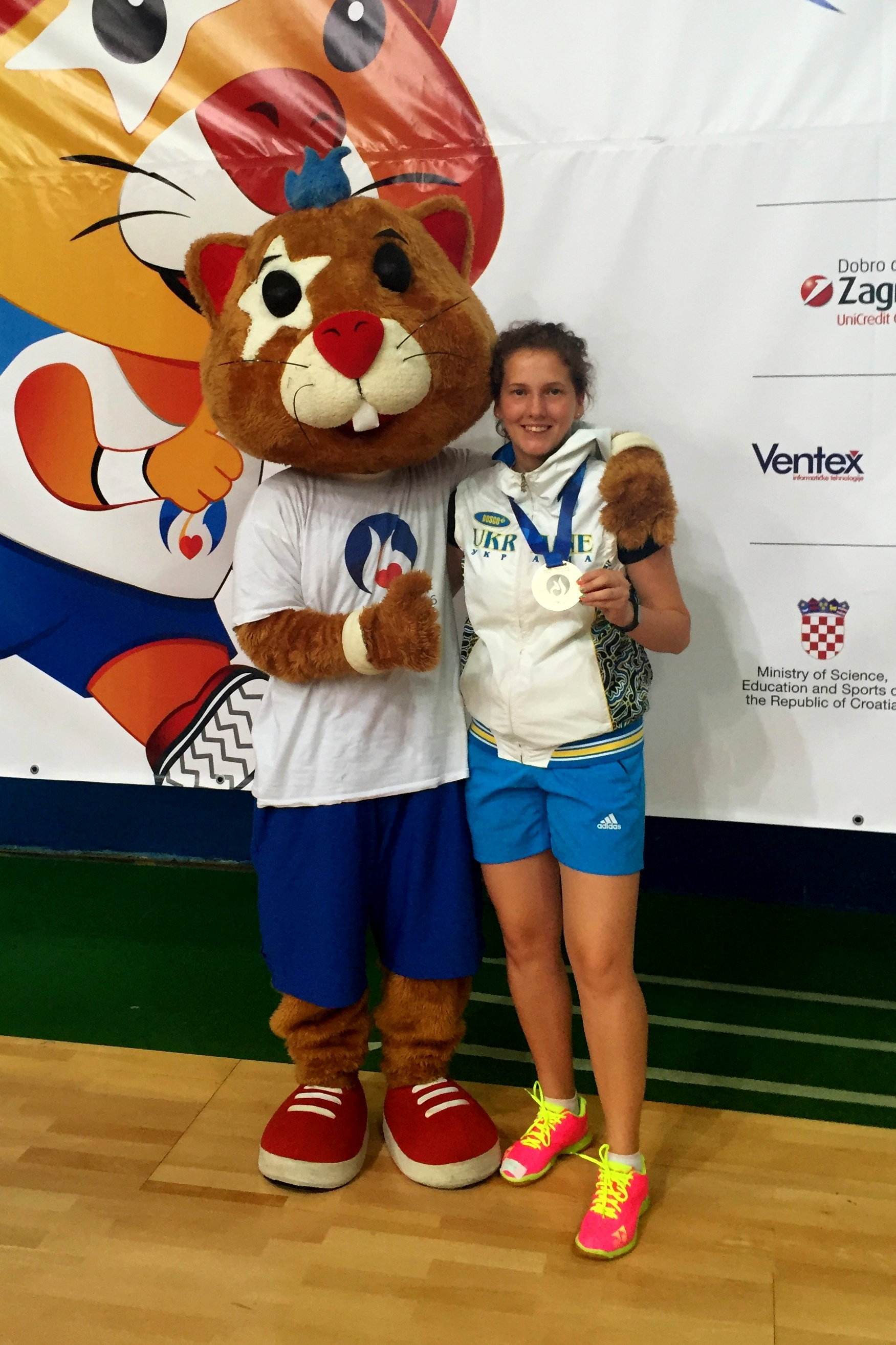
Да́р'я Рубе́нівна Самарча́нцДата рождения:

Да́р'я Рубе́нівна Самарча́нц (нар. , Харків) — українська бадмінтоністка, чемпіонка міжнародного турніру Slovak Open 2013 року в парі з Анастасією Дмитришин, призерка Чемпіонатів України 2013 і 2015 років, майстер спорту України міжнародного класу.

## Життєпис
Бадмінтоном почала займатись з 9-річного віку. Перший тренер — Стерін Михайло Борисович.
Закінчила Національний технічний університет «Харківський політехнічний інститут».
Живе в Києві.

## Досягнення

### BWF International Challenge/Series
Жінки. Парний розряд
| Рік  | Турнір      | Партнер             | Суперник                          | Рахунок             | Результат  |
| ---- | ----------- | ------------------- | --------------------------------- | ------------------- | ---------- |
| 2016 | Slovak Open | Владислава Лісна    | Марія Міцова Петя Недельчева      | 5–11, 4–11, 3–11    | Фіналістка |
| 2013 | Slovak Open | Анастасія Дмитришин | Шарка Кржижкова Катерина Томалова | 17–21, 22–20, 21–15 | Переможець |
| 2012 | Slovak Open | Анастасія Дмитришин | Юлія Казарінова Єлизавета Жарка   | 15–21, 22–20, 11–21 | Фіналістка |

     турнір BWF International Challenge
     турнір BWF International Series
     турнір BWF Future Series